# Palacio de Charlottenlund
El palacio de Charlottenlund (en danés: Charlottenlund Slot) es un palacete y antigua residencia real en Charlottenlund, a unos diez kilómetros al norte del centro de la capital danesa, Copenhague. El edificio, que toma el nombre de la princesa Carlota Amalia (Charlotte Amalie), quien fue responsable de la construcción de su versión original (1733), adquirió su arquitectura exterior renacentista en la década de 1880 después de que el entonces príncipe heredero Federico (futuro Federico VIII) lo ampliara y adaptara para poder acoger a su amplia familia durante los veranos. Fue diseñado por Ferdinand Meldahl, de los arquitectos daneses más influyentes del siglo XIX, y se encuentra en el corazón de una arboleda silvestre de unos 48 hectáreas de superficie. El significado de su nombre (y del suburbio que lo adoptó posteriormente) es ‘la arboleda de Carlota’, mientras que slot significa schloss.
Entre 1935 y 2017, el palacio de Charlottenlund albergaba la Dansk Biologisk Station, un instituto de investigación marina fundado en 1889 (más tarde convertido en el Instituto de Biología Marina de la Universidad Técnica de Dinamarca). Actualmente sirve para la celebración de eventos culturales y como hotel de oficinas, mientras que su espacio principal, el Salón Real (Kongelig Salon), se usa periódicamente para conciertos de música clásica, aprovechando su buena acústica.

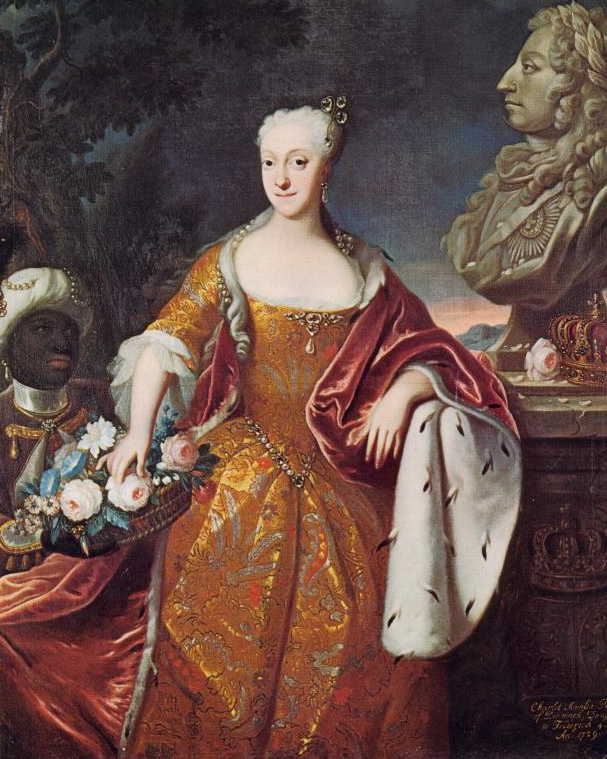
Retrato de Carlota Amalia de Dinamarca (1729), cuyo nombre recibe el palacete.

## Arquitectura y edificación
La ampliación del palacio realizada por Meldahl a principios de la década de 1880 adaptó el palacio barroco de Carlota Amalia para reflejar el estilo renacentista francés que caracteriza su arquitectura actual. Meldahl incorporó extensiones en ambos lados del edificio, dotándoles con más espacio por medio de profundos avant-corps en la fachada que da al jardín. El centro del palacio fue coronado con una nueva cúpula con linterna, permitiendo la creación de un amplio salón central dentro del edificio.
Al otro lado, la fachada principal ha quedado marcada por los elementos correspondientes a las nuevas extensiones, alineados con el elemento céntrico original alrededor de la entrada principal, con sus ocho ventanas y rematado con un frontón con adornos en relieve y un ojo de buey. Estos tres elementos quedan ligeramente adelantados, lo suficiente para conferir la sensación de dos niveles de profundidad (como si fueran en sí avant-corps). El diseño de Meldahl en esta fachada adaptó la arquitectura de las nuevas extensiones a la del elemento céntrico, incluyendo las cuatro pilastras de perfil delgado (en forma de relieve), que en las extensiones se agrupan en pares geminados (y que también adornan las bahías creadas por los avant-corps de la fachada del jardín).
En los muros laterales sobresalen dos miradores (uno en cada lado) que ocupan la altura total del edificio. Todas las adiciones y elementos restructurados en esta obra presentan una arquitectura neorrenacentista, con motivos barrocos para encajarlas con el diseño anterior, mientras que el resto de la estructura sigue reflejando el estilo barroco original.

El jardín del palacete, construido como jardín barroco y posteriormente rediseñado al estilo de jardín inglés (como última fase de la ampliación del edificio), tiene 14,2 hectáreas de superficie. Contiene varios pequeños edificios, incluida una casa de hielo y una estructura de madera que se ha utilizado con los años como lavadero y como caseta de vigilancia de la Guardia Real Danesa, entre otros usos.

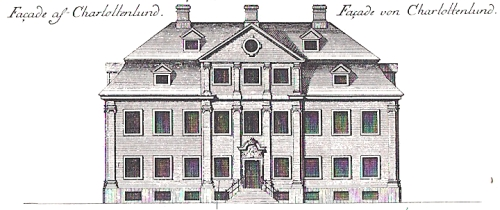
Esbozo de la fachada principal del edificio original (antes de la ampliación).
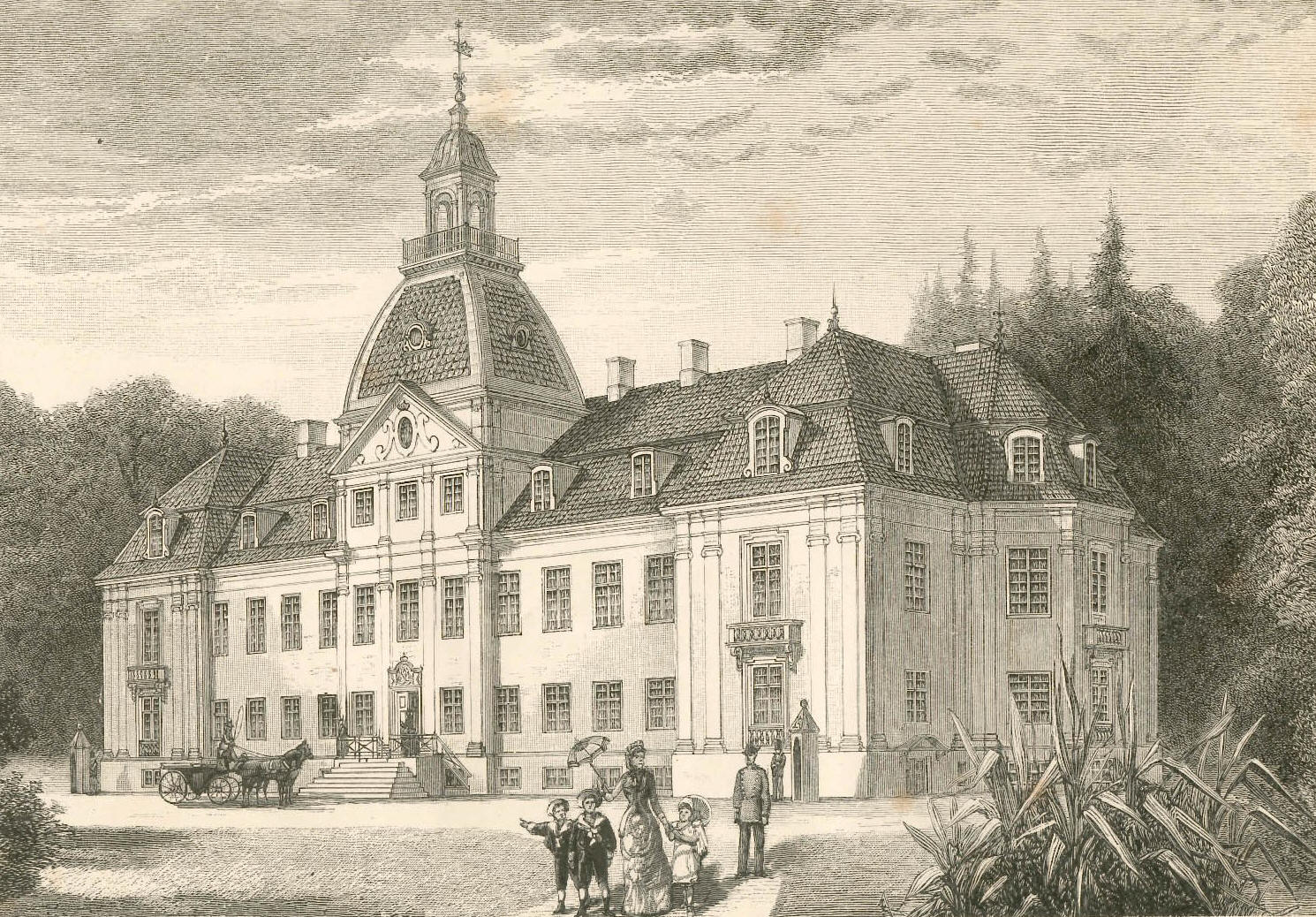
Esbozo de la fachada principal del palacio en 1890, poco después de su ampliación.

## Historia

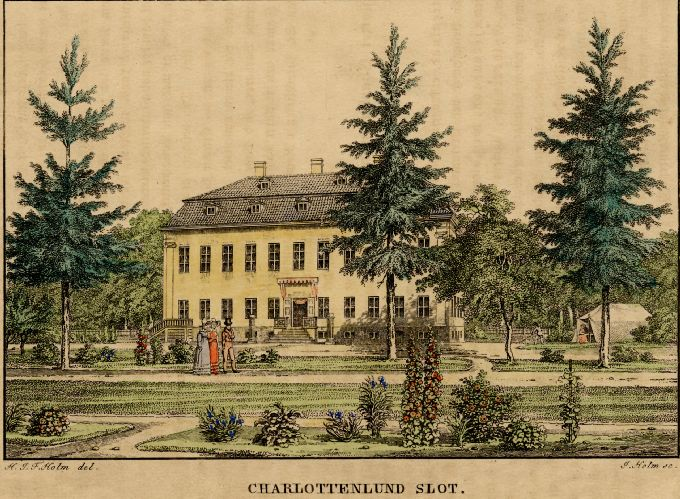
La fachada que da al jardín del palacio en su forma original (antes de su ampliación (ca. 1830)

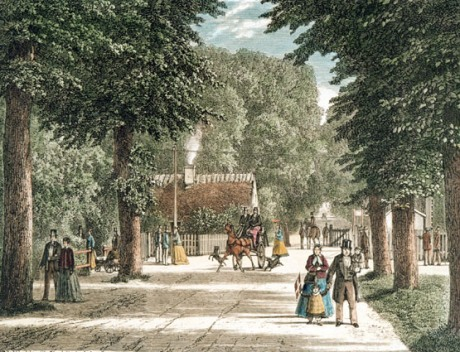
Jægersborg Allé en el, a su paso por Charlottenlund.

El edificio está ubicado en un terreno de los antaño conocidos como campos de Ordrup, en Gentofte (municipio del norte de la región metropolitana de Copenhague), cerca del castillo homónimo, en medio de una arboleda de forma cuadrada. En 1622, el rey Cristián IV designó este terreno boscoso para acoger a un parque zoológico con la intención de reemplazar al Zoológico de Rosenborg, que estaba situado a las afueras de las murallas de Copenhague (actual terreno del Castillo de Rosenborg, en pleno centro de la ciudad moderna). En aquellos tiempos, los zoológicos al aire libre conocidos como ‘parques de ciervos’ (siendo el ciervo el principal animal que acogían), eran un medio de entretenimiento común de la clase alta danesa, y en el caso de Cristián IV una pasión y afición personal. 
En 1663, su hijo, el rey Federico III, cedió el parque a uno de sus cortesanos, Jacob Petersen (ayuda de cámara del rey y futuro barón de Petersen), quien junto a su compatriota Henrik Ruse (barón de Rysensteen, ingeniero militar y experto en fortificaciones, nombrado Generalkvartermester del Ejército por Federico) abrió una posada en el lugar. Si bien debido a una disputa en la Corte, Petersen tuvo que marcharse del país poco después de inaugurarse la posada (primero a Países Bajos y luego a Noruega, donde se hizo una fortuna como terrateniente y administrador de propiedades). 

### Gyldenlund
Después de que Ulrik Frederik Gyldenløve, hijo ilegítimo pero reconocido de Federico (y futuro comandante en jefe de sus Ejércitos), se hiciera cargo de la propiedad, esta pasó a ser conocida (primero como nombre popular y luego oficialmente) como Gyldenlund. Ulrik renovó los edificios, caminos y estanques de pesca, y construyó una glorieta y una nueva residencia de verano, que se cree que estaba ubicada en el sitio del palacio actual.

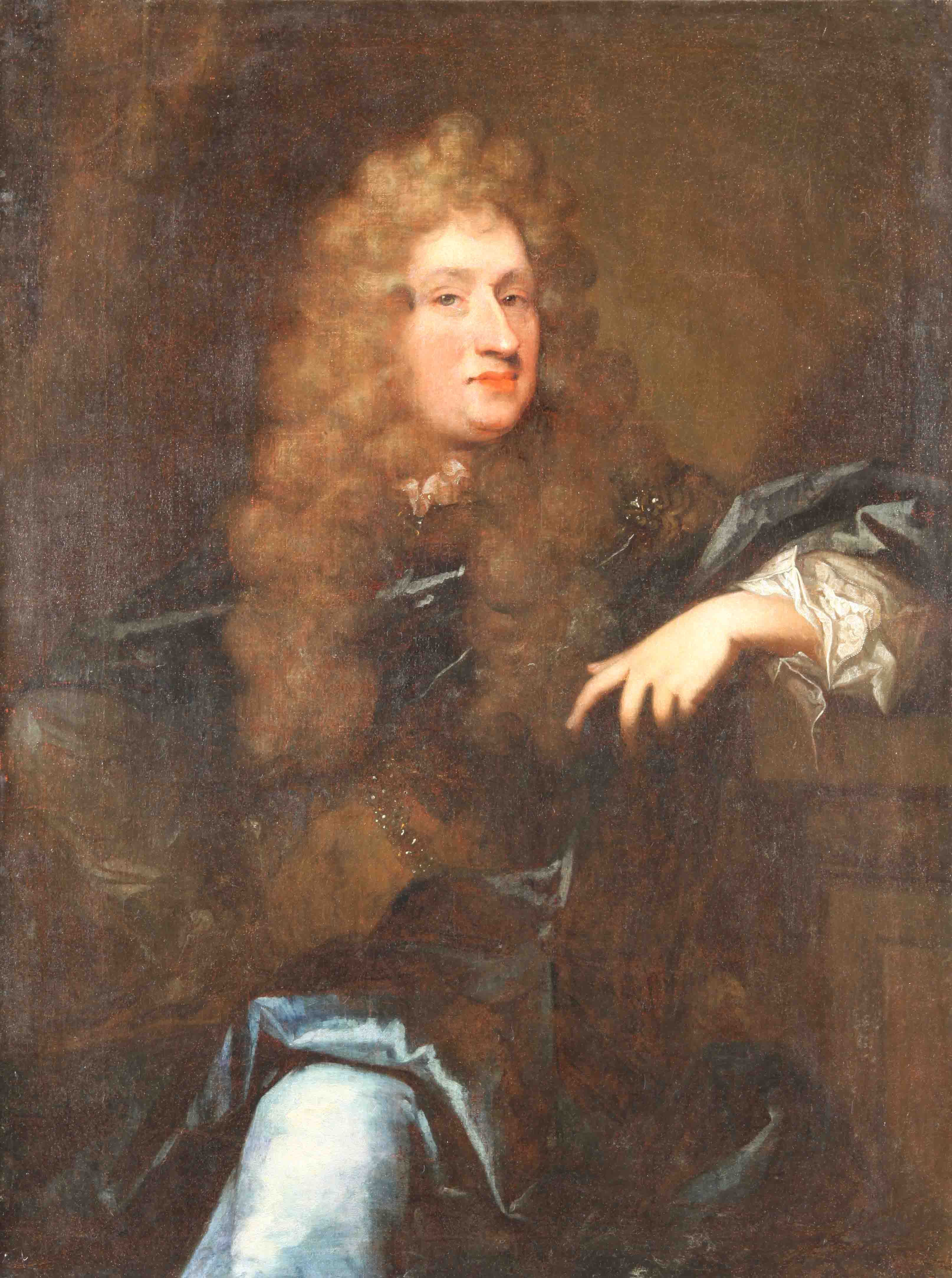
Retrato de Ulrik Frederik Gyldenløve. Museo de Laurvig (Noruega).

No obstante, Federico volvería a reclamar la hacienda una década después, entregándole a su actual propietario como compensación una escritura de parte de Skjoldenæsholm, en Ringsted, propiedad del aristócrata Henrik Müller, quien la había recibido del propio Federico en 1662 y donde construyó su mansión principal al norte del antiguo castillo (aunque la propiedad solo pasaría por completo a título de Gyldenløve años después, siendo rey su medio hermano, Crisitán V). Una vez recuperada Gyldenlund por Federico III, este la usó como casa de retiro de verano y como hacienda de caza, aunque solo pudo disfrutarlo poco tiempo antes de fallecer.
En 1706, Christian V construyó la vía principal de la propiedad —la avenida Jægersborg Allé— que conecta los suburbios (y antaño residencias reales) de Charlottenlund y Jægersborg. A pesar del cambio de titularidad, el lugar seguía siendo conocido todo este tiempo como Gyldenlund, y solo cambiaría de nombre en 1730 tras su entrega como donación por el príncipe heredero (futuro Christian VI) a su hermana, la princesa Carlota Amalia.

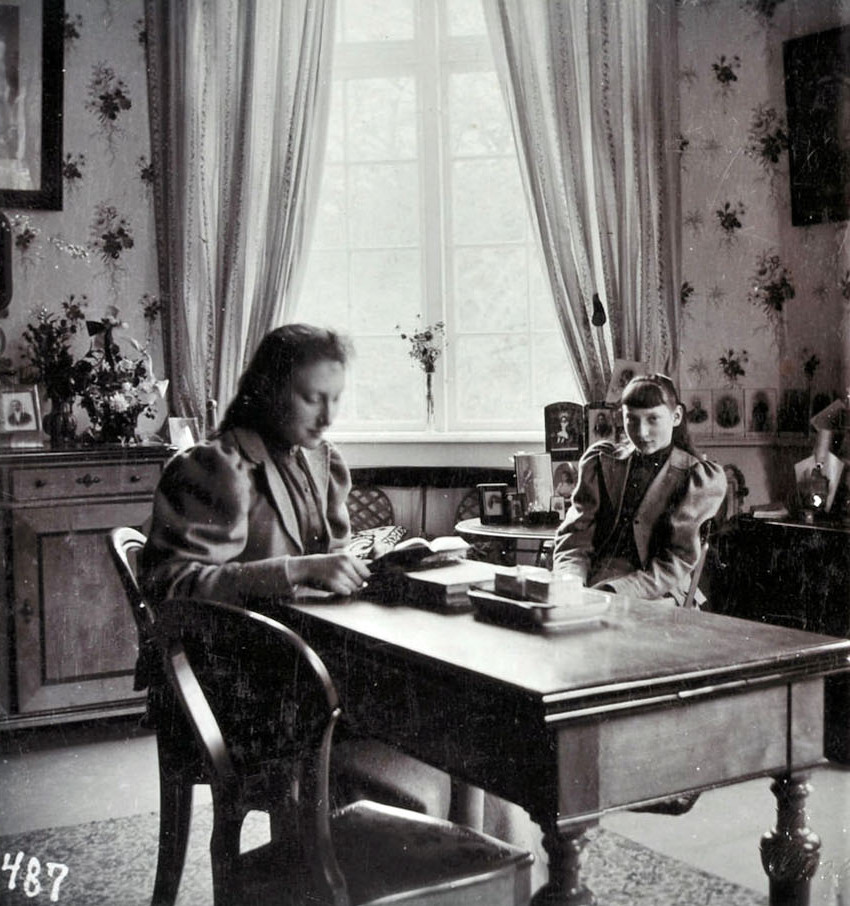
Las princesas Ingeborg de Dinamarca y Thyra de Dinamarca en el palacio.

### Charlottenlund
Bajo Carlota, el lugar pasó por una amplia reforma, que incluía la completa sustitución de la mansión por un nuevo edificio construido al estilo barroco. La construcción se llevó a cabo bajo la supervisión del ingeniero oficial de la entonces casa real danesa, siguiendo el diseño del arquitecto jefe y administrador de los jardines reales Johan Cornelius Krieger. Muchos de los materiales de construcción procedían del castillo de Copenhague, que estaba en pleno proceso de demolición para dar paso al palacio de Christiansborg (actual sede de los tres poderes del Estado danés). Al inaugurarse en 1733, el edificio recibió el título de «palacio».
Durante buena parte de la primera mitad del siglo XIX y principios de la segunda, el palacio de Charlottenlund fue el hogar de los príncipes y landgraves Luisa Carlota y Guillermo de Hesse-Kassel. En 1869, el entonces príncipe heredero Federico (futuro Federico VIII de Dinamarca) y su esposa Luisa de Suecia heredaron el palacio, convirtiéndose en su residencia de primavera-verano (al tiempo que su residencia de invierno seguía siendo el palacio de Amalienborg). Sus dos hijos mayores (entre ocho en total) —los futuros reyes Cristián X de Dinamarca y Haakon VII de Noruega— nacieron en este edificio (en 1870 y 1872 respectivamente). El palacio, sin embargo, resultó pequeño para acoger a la numerosa familia real, motivo del gran proyecto de ampliación realizado por Meldahl entre 1880 y 1881. Tras la muerte de Federico VIII, la reina viuda Luisa, muy popular entre la población, vivió en el edificio hasta su propio fallecimiento en 1926. Fue el último miembro de la monarquía danesa en residir en el palacio de Charlottenlund.
Bastante atípico para una residencia real, el parque permaneció abierto al público durante la mayor parte del siglo XIX. A partir de 1815 se puso de moda entre los copenhagueses, y fue destino popular de paseos durante los fines de semana. En los veranos, a menudo se escuchaba música en sus sendas (una costumbre que persiste hasta la actualidad).

### Uso posterior
La familia real dejó de usar el palacio oficialmente en 1935, habiendo recibido un par de años antes el estatus de patrimonio cultural nacional cara a su prevista conversión en propiedad estatal (si bien ya contaba con la condición de monumento histórico desde 1918). Ese año, la Dansk Biologisk Station (Estación Biológica Danesa), más tarde renombrada Danmarks Fiskeriundersøgelser, se mudó al edificio. En 1938 se erigió en el jardín al oeste del palacio un obelisco de mármol traído de Groenlandia financiado por los Estados danés e islandés en honor de Federico VIII y la reina Luisa, que aún sigue en pie en la actualidad. Un año después, en vísperas de la Segunda Guerra Mundial, se inauguró el Acuario de Dinamarca a la entrada del jardín del palacio, donde permaneció más de siete décadas, hasta la inauguración en 2013 del actual sitio (llamado El Planeta Azul) en Kastrup.

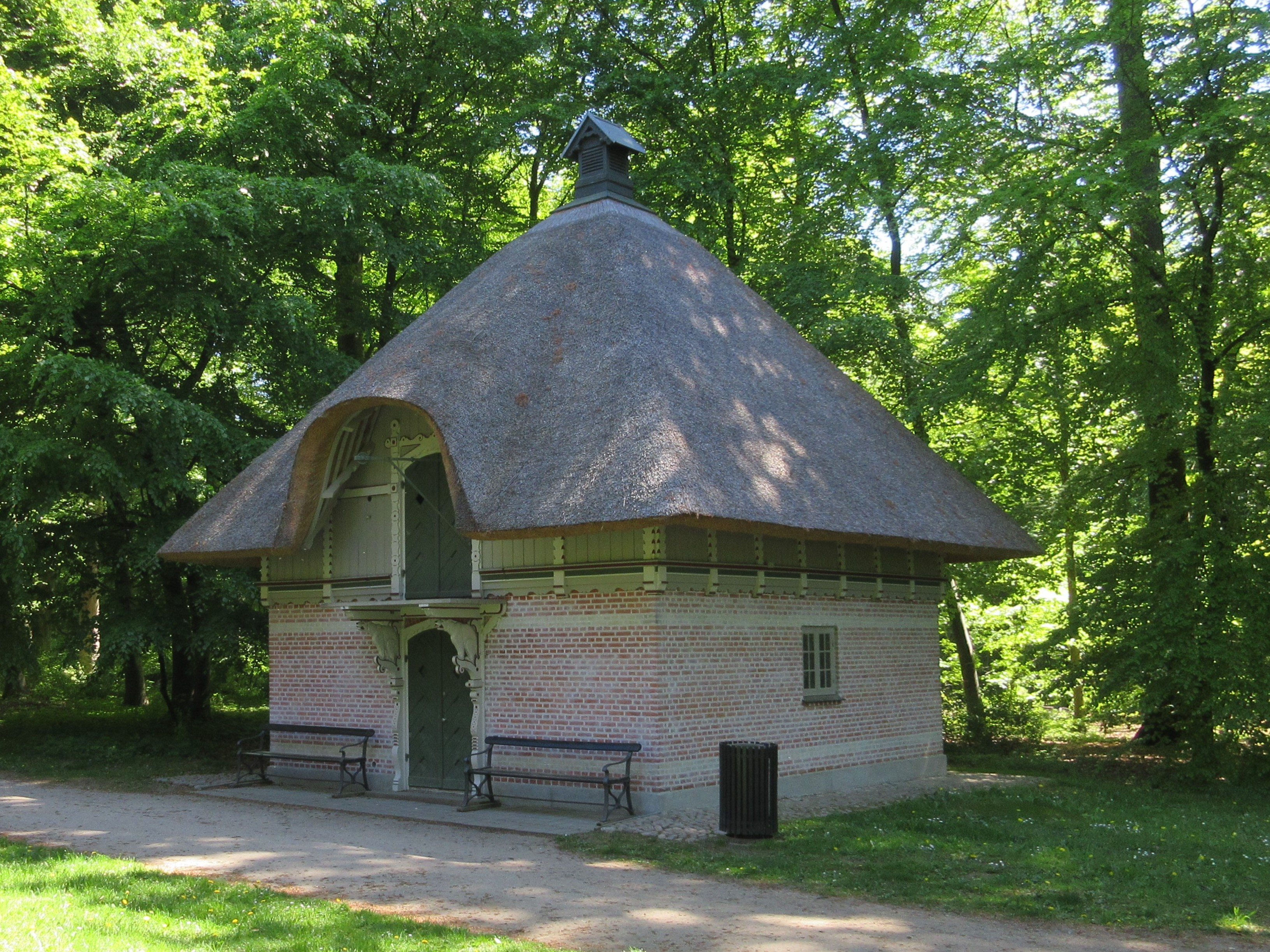
La «casa de hielo» (pozo de nieve) en el parque del palacio.

En los años 1990, el jardín del palacio (en el marco del instituto biológico, pero abierto al público) contaba con una recreación histórica del jardín barroco del siglo XVIII; entre otros, incluía arbustos podados en formas geométricas, como ortoedros de boj, pirámides de tuya y columnas de tejo. En 2001, el recinto fue adquirido por la Universidad Técnica de Dinamarca (DTU), pasando a formar parte de la misma con el nombre de DTU Aqua (instituto universitario de biología marina de la DTU).

## Actualidad
En 2005, se colocó una lápida conmemorativa en homenaje a Haakon VII de Noruega (nacido en el palacete) en el césped de azafrán frente al castillo. Fue costeada por el Gobierno noruego y realizada por la escultora danesa Kirsten Ortwed.
En 2017, el instituto marino fue trasladarlo a una nueva instalación en el campus principal de la DTU, en Lyngby, cumpliendo con los planes para la propiedad de la década anterior. La gestión del edificio y del parque pasó a manos de la asociación homónima (Charlottenlund Slot A/S), que convirtió el Salón de Caballeros de la era de Cristián VI en espacio museístico, donde se presentan objetos y elementos originales del diseño interior y obras de arte, incluyendo los famosos retratos del rey y su esposa, la reina Sofía Magdalena.
A partir de 2019, el palacio de Charlottenlund se utiliza como espacio de oficinas para una gran cantidad de empresas y como centro de eventos. Por su significado histórico, se organizan en sus dominios eventos culturales, y en su sala principal se dan conciertos de música clásica. Desde su cúpula ofrece excelentes vistas del estrecho de Øresund, y su parque está unido actualmente con el parque acuático de la playa de Charlottenlund (Charlottenlund Strand Strandpark).
En 2022, se publicó que el palacio podría ser puesto a la venta, con lo que se convertiría en propiedad privada. Esta eventualidad se debe a un prolongado desacuerdo entre la municipalidad de Gentofte y la Agencia Danesa de Palacios y Cultura. A día de hoy (agosto de 2023) sigue estando abierto al público y su web no refleja su posible venta.